# Apoheterolocha segregis
Apoheterolocha segregis är en fjärilsart som beskrevs av Louis Beethoven Prout 1926. Apoheterolocha segregis ingår i släktet Apoheterolocha och familjen mätare. Inga underarter finns listade i Catalogue of Life.